# Джумазіе Трупчу
Джумазіе Курт-Сеіт Трупчу (нар. 27 липня 1917, село Дерекой, Таврійська губернія — пом. 14 березня 2008, місто Омськ, Росія) — актриса, співачка Кримськотатарського академічного музично-драматичного театру, сестра Сервера Трупчу.

## Біографія
Джумазіе Трупчу народилася 27 липня 1917 року в селі Дерекой Ялтинського повіту Таврійської губернії в родині бідного багатодітного селянина. У страшну зиму кримського голоду 1921—1922 року втратила батька, чотирьох братів і сестер. Після закінчення сільської школи старший брат Сервер Трупчу забрав дівчинку до Сімферополя, де Джумазіе закінчує 7-річну школу.

### Творча діяльність
Один рік вона навчалася у Ялтинському технікумі південних спецкультур, брала активну участь у художній самодіяльності. У 1934 році вступила до Кримського державного татарського театрально-музичного технікуму в Сімферополі. Маючи гарні вокальні дані, була зайнята в постановках Кримського державного татарського драматичного театру. У 1937 році після прослуховування композитором і педагогом Левом Кніппером переведена з вокального відділення поза конкурсом у студію Кримського державного татарського театру опери та балету, який тільки но відкрився. Розучувала партії класичного репертуару. За спогадом Джумазіе Трупчу, в технікумі педагогом з музичної теорії був Асан Рефатов — найчеснішна, добра, розумна, безмежно талановита людина. Директором технікуму — Еннан Мустафаєв, педагогом з вокалу — К. Свідерський (бас), одноліток і товариш Федора Шаляпіна.
У листопаді 1937 році Сервера Трупчу, який обіймав посаду другого секретаря Кримського обкому партії, заарештовали. Незабаром оперний театр і його студія закрили. Джумазіе повернулася до рідної Ялти. Тут її прийняли солісткою до вокально-інструментального ансамблю, а також керівником хору Ансамблю пісні і танцю кримських татар Ялтинської філармонії. Виконувала татарські народні та сучасні радянські пісні. У 1940 році ялтинський ансамбль переведено до Сімферополя. Таким чином, два ансамблю були об'єднані і з 1940 року Джумазіе Трупчу працювала в об'єднаному Кримському державному ансамблі пісні і танцю кримських татар у Сімферополі. Брала участь у підготовці до декади культури Кримської АРСР у Москві. Було складено репертуар, підготовлені великий хор, яким керувала Джумазіе Трупчу, пісні і танці, нові костюми. Втім радянсько-німецька війна зруйнувала всі плани, ансамбль евакуювати не встигли.
Після завершення військових дій у Сімферополі у 1942 році німецька окупаційна влада знову відкрила театри, спочатку Кримський російський театр імені М. Горького під новою назвою «Сімферопольський російський театр драми і комедії», потім Кримськотатарський музично-драматичний театр. Джумазіе грала роль Зейнеб у «Бахчисарайському фонтані», Гульчехри у п'єсі Узеїра Гаджибекова «Аршин мал алан», принцесу Зеру в «Алтин бешик» Ільяса Бахшиша. Джумазіе Трупчу брала участь у першій військовій постановці театру — виставі А. Тайганської «Къудалар кельген геджесі». Співала російською мовою «Колискову» і «Весну» Вольфганга Моцарта. Виконувала вокальні твори з кримськотатарської, російської та європейської музичної класики у різних концертах, що проводилися тоді в Криму силами театру.
У квітні 1944 року після відновлення радянської влади було відтворено Державний ансамбль пісні і танцю кримських татар (художній керівник Р. Ісмагілов, муз. керівник Я. Шерфедінов). Джумазіе Трупчу прийняли до ансамблю солісткою. Вона виступала з концертами перед пораненими в госпіталях і солдатами у військових частинах.

### Депортація
Творча кар'єра Джумазіе Трупчу обірвалася в травні 1944 року. В ході депортації кримських татар переселена до Киргизької РСР, де працювала простою робітницею на будівництві уранового рудника Майлі-Сай. Потім працювала в одному з колгоспів Андижанської області Узбецької РСР. Останні тридцять років до виходу на пенсію обіймала посаду бухгалтера підприємства в Андижані.
Померла 14 березня 2008 року в Омську. Похована на Старо-Північному кладовищі.